# Kropywnycki (stacja kolejowa)
Kropywnycki (ukr: Станція Кропивни́цький) – stacja kolejowa w Kropywnyckim, w obwodzie kirowohradzkim, na Ukrainie. Jest częścią administracji chmielnickiej Kolei Odeskiej. Znajduje się na linii Znamjanka – Pomiczna.

## Historia
Otwarcie stacji kolejowej miało miejsce w 1868. Pierwszy budynek dworcowy został zbudowany w 1869.
W lipcu 1897 rozpoczęły kursowanie tramwaje ze stacji kolejowej do browaru Зельцера, oficjalne otwarcie linii miało miejsce 26 lipca 1897. 23 marca 2017 roku stacja otrzymała obecną nazwę - Kropywnycki.

## Linie kolejowe
- Linia Znamjanka – Pomiczna